# 瓦倫·達瓦
瓦倫·達瓦（英語：Varun Dhawan，1987年4月24日—），印度男演員，主要在寶萊塢工作。他作為印度的高收入演員，自2014年以來長期入選《富比士印度》2019年的百大名人榜。2012年至2018年間，他主演的電影連續11部創下票房佳績。
他是電影導演大衛·達瓦之子，畢業於諾丁漢特倫特大學商業研究專業。他的職業生涯始於《我的名字叫可汗》（2010年）中擔任卡倫·喬哈爾的助理導演，隨後於2012年憑藉喬哈爾的青少年電影《年度最佳學生》首次亮相演藝圈。達瓦憑藉主演浪漫喜劇片《我是你的英雄》（2014年）、《夏爾馬的新娘》（2014年）和《柏德裡納的新娘》（2017年）而聲名鵲起。其他作品如動作片《善良的心》（2015年）、《警網雙雄》（2016年）、《雙龍會2》（2017年），以及驚悚片《復仇之城》（2015年）、舞蹈片《寶萊塢之舞力全開2》（2015年）、劇情片《傾城十月》與《印度制造》（均2018年）。他在經歷了三部口碑票房雙敗的電影後，2022年帶來表現成功的《印度狼人》。

## 早年
瓦倫·達瓦出生於1987年4月24日，父母是大衛與卡魯娜·達瓦（Karuna Dhawan），父親大衛是電影導演。他的家人是旁遮普印度教徒。達瓦之兄羅希特是因其處女作《印度猛男》（2011年）而聞名的電影導演，而叔叔安尼則是演員。他在HR商經學院完成了HSC教育。他擁有英國諾丁漢特倫特大學商業研究學位。達瓦在開始演藝生涯之前，曾在電影《我的名字叫可汗》（2010年）中擔任卡倫·喬哈爾的助理導演。

## 個人生活及其他工作
2021年1月24日，達瓦與相戀多年的女友兼時裝設計師娜塔莎·達拉爾（Natasha Dalal）結婚。夫妻倆於2024年6月3日迎來了一個女兒。
除了演藝事業外，達瓦還在舞台上表演，並共同主持了兩場頒獎典禮。2013年，他在印度電影觀眾獎、印度明星電影獎和星塵獎頒獎典禮以及香港的一次活動中登台演出。他與西達夫·馬賀拉及阿尤斯曼·库拉纳共同主持了2013年星塵獎頒獎典禮，以及第59屆印度電影觀眾獎的一環節。他也參加了第20屆印度明星電影獎，與沙·魯克·罕和莉查·查達共同主持了典禮節目。2013年，達瓦與馬賀拉、休瑪·古列西等人在一場特別活動中表演，為北阿坎德邦受洪水影響的受害者募款。
2014年9月，達瓦成為新成立的印度超級聯賽職業足球會果阿邦足球會的品牌大使。在印度COVID-19疫情期間，他捐出300萬盧比作為印度政府總理關懷基金。

## 作品列表

### 電影
| 年份 | 片名                   | 角色                                         | 附註                             | 來源   |
| ---- | ---------------------- | -------------------------------------------- | -------------------------------- | ------ |
| 2010 | 《我的名字叫可汗》     | —                                            | 助理導演                         | [ 25 ] |
| 2012 | 《年度最佳學生》       | 羅漢·南達（Rohan Nanda）                                |                                  | [ 26 ] |
| 2014 | 《我是你的英雄》       | 斯里納特·「西努」·普拉薩德（Sreenath "Seenu" Prasad）               |                                  | [ 27 ] |
| 2014 | 《夏爾馬的新娘》       | 拉克什·「矮個子」·夏爾馬（Rakesh "Humpty" Sharma）                 |                                  | [ 28 ] |
| 2015 | 《復仇之城》           | 拉加夫·普羅希特（Raghav Purohit）                          |                                  | [ 29 ] |
| 2015 | 《寶萊塢之舞力全開2》  | 蘇雷希·「蘇魯」·穆昆德（Suresh "Suru" Mukund）                   |                                  | [ 30 ] |
| 2015 | 《善良的心》           | 維爾·巴克許（Veer Bakshi）                              |                                  | [ 31 ] |
| 2016 | 《警網雙雄》           | 朱奈德·安薩里（Junaid Ansari）                            |                                  | [ 32 ] |
| 2017 | 《柏德裡納的新娘》     | 柏德裡納·「巴德里」·班薩爾（Badrinath "Badri" Bansal）               |                                  | [ 33 ] |
| 2017 | 《雙龍會2》            | 拉賈·馬賀拉（Raja Malhotra）／普雷姆·馬賀拉（Prem Malhotra）           |                                  | [ 34 ] |
| 2018 | 《傾城十月》           | 丹麥·瓦利亞（Danish Walia）                              |                                  | [ 35 ] |
| 2018 | 《王子之子》           | 他自己                                       | 特別演出歌曲：〈高評加布魯〉（High Rated Gabru） | [ 36 ] |
| 2018 | 《印度制造》           | 毛吉·夏爾馬（Mauji Sharma）                              |                                  | [ 37 ] |
| 2019 | 《傷痕》               | 札法爾·喬杜里（Zafar Chaudhary）                            |                                  | [ 38 ] |
| 2020 | 《街頭舞者》           | 薩赫吉·辛格·納魯拉（Sahej Singh Narula）                       |                                  | [ 39 ] |
| 2020 | 《1号苦力》            | 拉朱·苦力（Raju Coolie）／昆瓦爾·拉吉·普拉塔普·辛格（Kunwar Raj Pratap Singh） |                                  | [ 40 ] |
| 2021 | 《最終真相》           | 無名                                         | 特別演出歌曲：〈障礙破壞者〉（Vighnaharta） | [ 41 ] |
| 2022 | 《婚姻難題》           | 庫爾迪普·「庫庫」·賽尼（Kuldeep "Kuku" Saini）                   |                                  | [ 42 ] |
| 2022 | 《印度狼人》           | 巴斯卡／貝迪亞（Bhaskar / Bhediya）                           |                                  | [ 43 ] |
| 2023 | 《巴瓦爾》             | 阿傑·迪克西（Ajay Dixit）                              |                                  | [ 44 ] |
| 2023 | 《寶萊塢之我們相愛吧》 | 無名                                         | 特別演出歌曲：〈心跳〉（Heart Throb）       | [ 45 ] |
| 2024 | 《人鬼情不了》         | 巴斯卡／貝迪亞                               | 客串                             | [ 46 ] |
| 2024 | 《佳節厄靈2》          | 巴斯卡／貝迪亞                               | 特別演出                         | [ 47 ] |
| 2024 | 《幽灵警官》           | 薩蒂亞·韋爾瑪副處長／小約翰（DCP Satya Verma / Baby John）              |                                  | [ 48 ] |
| 2025 |                        | 桑尼（Sunny）                                     |                                  | [ 49 ] |
| 2025 |                        |                                              | [ 50 ]                           |        |

### 電視
| 年份 | 節目名             | 角色                  | 附註     | 來源   |
| ---- | ------------------ | --------------------- | -------- | ------ |
| 2023 | 《堡壘》           | 拉希·甘比爾／邦尼（） | 配音客串 | [ 51 ] |
| 2024 | 《堡壘之韓妮邦尼》 | 拉希·甘比爾／邦尼（） | 主演     | [ 52 ] |

## 備註
1. 1 2  達瓦在片中一人分飾兩角。

## 外部連結
- 瓦倫·達瓦在互联网电影资料库（IMDb）上的資料（英文）